# Zadovoljština (album)
Zadovoljština je drugi koncertni album hrvatskog sastava Azra. Ovaj album je snimka gotovo čitavoga koncerta održanoga u Domu sportova u Zagrebu, listopada 1987. Sadrži mnoštvo starih stvari te mnoštvo obrada stranih autora.

## Članovi sastava
- Bas, vokal - Stephen Kipp
- Bubnjevi, vokal - Boris Leiner
- Gitara, vokal - Branimir Štulić
- Gitara, vokal - Jurica Pađen

## Popis pjesama
CD 1
1. "Anđeli" (4:35)
2. "3N" (3:25)
3. "No Comment" (2:25)
4. "Put za Katmandu" (1:56)
5. "Tople usne žene" (2:34)
6. "Jablan" (1:55)
7. "Štićenik" (1:53)
8. "Vaše veličanstvo" (2:15)
9. "Bed rok" (1:47)
10. "Kada stvari krenu loše" (1:51)
11. "2:30" (2:23)
12. "Zadovoljština" (2:13)
13. "Duboko u tebi" (2:21)
14. "Tko to tamo pjeva" (2:22)
15. "Where Have All the Good Times Gone" (R.D.Davies - arr. B. Štulić) (2:39)
16. "Volim te kad pričaš" (2:00)
17. "Grad bez ljubavi" (1:38)
18. "Pit... i to je Amerika" (M. Rupčić - B. Štulić) (2:41)
19. "Bankrot mama" (1:39)
20. "U ajduke" (trad. - B. Štulić) (1:05)
21. "The Dock of the Bay" (O. Redding - S. CRopper - B. Štulić) (3:07)
22. "Provedimo vikend zajedno" (1:48)
23. "Ma che colpa abbiamo noi" (Mogol & Lind - B. Štulić) (2:30)
24. "I saw her standing there" (Lennon & McCartney - arr. B. Štulić) (2:20)
25. "A šta da radim" (3:01)
26. "Adio Mare" (V.Paljetak - arr. B. Štulić) (2:37)
27. "E pa što" (2:38)
28. "Pretty woman" (R.Orbison - arr. B. Štulić) (2:50)

CD 2
1. "Odlazak u noć" (3:50)
2. "Kao ti i ja" (4:13)
3. "Tuginata pusta da ostane" (trad. - arr. B. Štulić) (1:37)
4. "Kraj tebe u tami" (J.Pađen - arr. B. Štulić) (1:45)
5. "Baby baby" (Carnachan - arr. B. Štulić) (1:48)
6. "You're just what I needed" (R.Ocasek - arr. B. Štulić) (1:30)
7. "Lijepe žene prolaze kroz grad" (2:18)
8. "Izlazak iz kome" (2:07)
9. "We will be strong" (Ph.Lynott - arr. B. Štulić) (3:25)
10. "Ravno do dna" (2:52)
11. "Johan B. Good" (2:11)
12. "Francine (Gibbons, Ferron, Cordray - arr. B Štulić) (2:08)
13. "Beze mene" (2:24)
14. "Gracija" (3:01)
15. "Balkan" (3:51)
16. "Klinček stoji pod oblokom" (trad. - arr. B. Štulić) (3:24)
17. "Marina" (2:44)
18. "Kao i jučer" (8:38)
19. "Twist & shout" (B.Russel, Ph. Medley) (1:51)
20. "Užas je moja furka" (3:55)
21. "Nemir i strast" (2:35)
22. "Jesi li sama večeras" (3:18)
23. "Kraj" (1:50)
24. "Bis" (Ljubljana, 13.10.1987.) (2:47)